# 누란

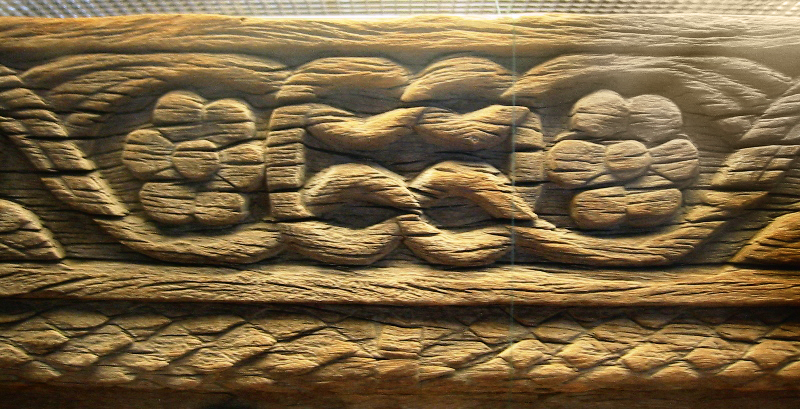
누란에서 나온 조각된 목재(3-4세기)

누란(樓蘭) 또는 크로라이나(Kroraina), 크로란(Kroran)은 현재 중국령인 신장 위구르 자치구에 있는 고대의 작은 도시 국가였다. 서역의 남도와 이어져 공작하 하류의 로프누르 호의 서안에 위치하며 비단길 교역의 중요한 도시였다. 약 1,600년 전 누란국은 소실되었고 옛 성터의 유적만 남아 있다.
기원전 77년에 한나라는 장건 등 사절단을 보내고 한나라에서는 이곳 나라 이름을 선선(鄯善)이라고 불렀다. 하지만 누란국은 계속 누란이라는 이름을 사용하였다. 장건이 사절단으로 방문하고 기록은 끊겼다.

## 역사
누란으로 불리는 도시 또는 국가가 언제, 어떻게 성립되었는지는 확실하지 않다. 옛날 신석기 시대로부터 거주가 시작되었던 것이 고고학적으로 확인되고 있어 이른바 「누란의 미라 (누란의 미녀)」로서 알려진 미이라는 입고있던 의복의 탄소연대측정에 의해서 BC 19세기 무렵의 인물이라고 추정되고 있다.
그러나 문헌에 '누란'이라는 이름이 최초로 나타난 것은 《사기》 '흉노열전'에 수록된 편지 중에서 발견된 것이 최초(기원 전 2세기)이며, 그 사이의 역사는 공백으로 남아 있다. 그 편지는 흉노의 지배자 묵돌선우가 전한의 문제에게 보낸 것으로, 이 편지에서 모돈 선우는 월씨에게 승리해, 누란·오손·호게 및 근처의 26국을 평정했다고 선언하고 있다. 이 편지는 문제 4년(BC 176년)에 보내진 것이므로, 누란은 적어도 BC 176년 이전에 형성되어 월씨의 세력권에 있던 것이다. 그리고 BC 176년경 흉노의 지배하에 들어갔던 것으로 추정될 수 있다. 《한서》 ‘서역전’에 의하면, 서역을 전체를 지배하에 둔 흉노는 언기, 위수, 위려의 사이에 동박도위를 두어 누란을 포함한 서역 여러 나라에 세금을 부과하고, 하서회랑에 수만의 군세를 두어 그 교역을 지배했다.

## 한나라와의 무역
BC 141년에 한나라는 대 흉노 정책을 강경책으로 바꾸었다. 이 시기에 흉노를 공격하기 위해서 서방으로 이동하고 있던 월씨(대월지)와 동맹을 맺기 위해 장건이 파견되어 그의 견문록에서 누란도 접할 수 있다. 그 여행에서 장건은 두 번이나 흉노에게 포로로 잡혀 당시 서역에 대한 흉노의 지배가 두루 영향을 미치고 있었던 것을 알 수 있다.
한나라는 실크로드 무역을 위해서 서역 여러 나라에 견사나 대상을 많이 파견하게 되었다. 그러나 교역의 증대로 한나라 사람들(이 중에는 신흥 교역시장에 활로를 찾아낸 빈민도 많았다고 한다)과 서역 여러 나라와의 사이에 전쟁이 빈번하게 발발해 서역 여러 나라에서는 한나라에 반감이 많았다. 특히 누란과 고사는 한나라가 무역 사절단을 보내는 것을 싫어해. 흉노와 가깝게 지내며 한나라 사신의 왕래를 방해하는 등의 방해정책을 펼쳤다. 한나라의 행동에 흉노는 좌시할 수가 없었다. 흉노는 누란을 재차 공격하자, 누란은 흉노에게도 인질을 보내고 조공을 바치게 된다.
이렇게 흉노와 한나라는 무역을 위한 싸움은 오랜 기간 계속되었고, 누란은 무역으로 많은 이익을 얻었다. 흉노와 한나라는 다시 충돌하게 되었다. 한나라는 누란국을 통해 한혈마를 얻고 싶어 사자를 누란에 파견했지만, 누란은 한나라의 사신을 홀대하고 쫓아냈다. 한나라 사신은 귀향하는 길에 동쪽의 욱성성(郁成城)에서 습격을 당해 살해당하고 재물은 빼앗겼다. 분개한 한나라는 사절단을 보낼 때 군대를 같이 보냈다. 하지만 흉노의 습격을 받아 군대는 다시 둔황으로 돌아갈 수 밖에 없었다. 한나라는 누란이 흉노에게도 인질을 보내 복속된 일에 항의했다.

## 카로슈티 문자의 시대
2세기 초반 이후, 누란(선선)에 관한 기록이 부족한 시대가 계속 된다. 이 시대의 선선은 경제적으로는 번영했다. 2세기 후반에 들어가면 한문 서적에 선선의 정보가 드물게 되었고, 3세기 전반에 들어가면 선선 자체 문자로 된 사료가 풍부하게 출토하게 된다. 이것들은 프라크리트어의 일종인 간다리어를 카로슈티 문자로 기록한 것이다. 이러한 문서의 양식이나, 그 중에 등장하는 왕호가 쿠샨 왕조의 그것과 유사한 점이 많아, 선선(누란)이 쿠샨계의 이주자에 의해서 정복되었다고 본다. 누란이 서방의 문화의 영향을 강하게 받았던 것으로 추측된다. 이 카로슈티 문자의 해석으로 이 시기의 선선이 로프노르 호수 주변에서 체드타에 이르는 영역을 유지하고 있었던 것을 알 수 있다. 다만 이러한 문서는 상업 문서나 명령서, 징세기록 등이 대부분이고, 정치적 사건의 기록은 부족해 3세기의 선선의 정치사는 잘 알려져 있지 않다. 다만 당시 선선 서쪽 근처의 우전(호탄, 당시의 문서에서는 코탄나)과 국경에서 자주 분쟁을 일으킨 티베트계 강족의 일파인 스피의 침입과 약탈로 골머리를 앓은 것으로 보인다. 이러한 실용문서와 출토품으로 당시 선선의 국정이나 사회상을 일부 엿볼 수 있다.

## 갤러리

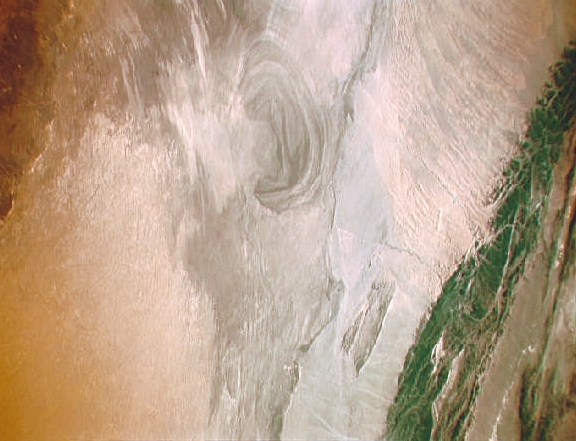
계절에 따라서 염호가 되는 로프 누르 분지의 위성 사진
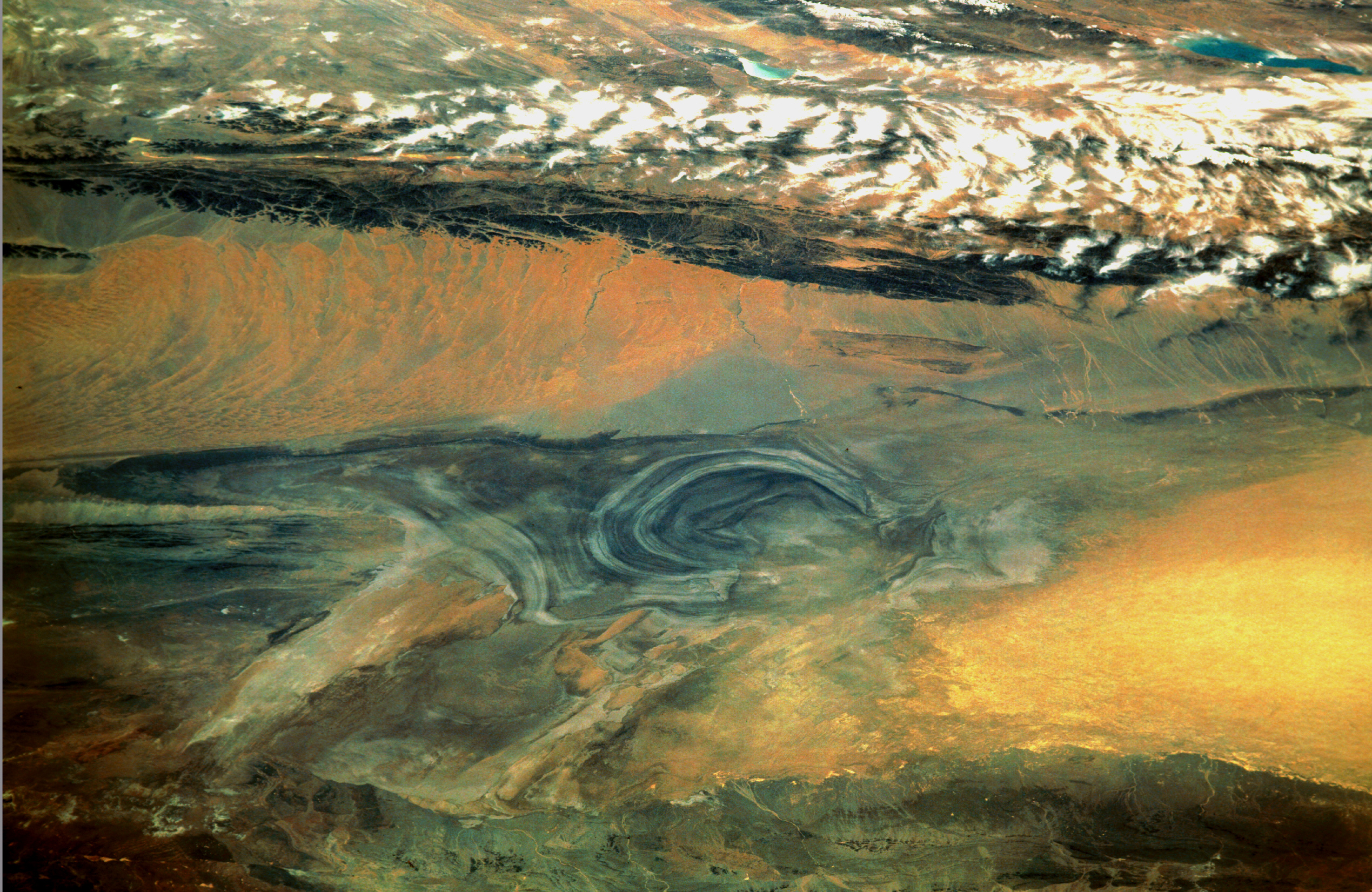
로프 사막의 이전의 바다였던 로프누르 분지
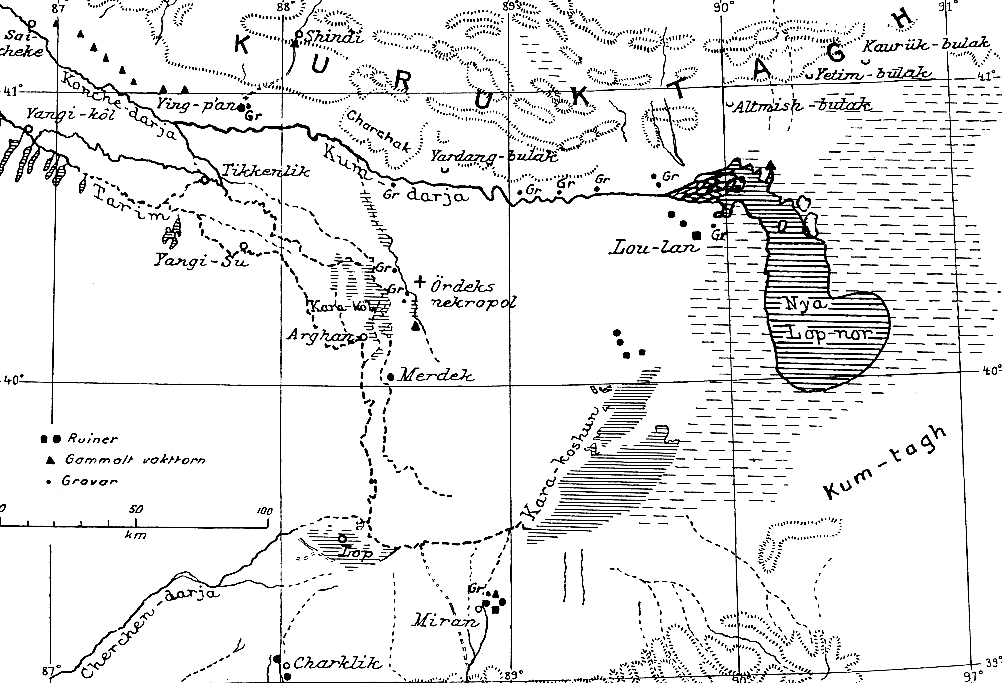
1935년 포크 버그만의 로프 누르의 지도
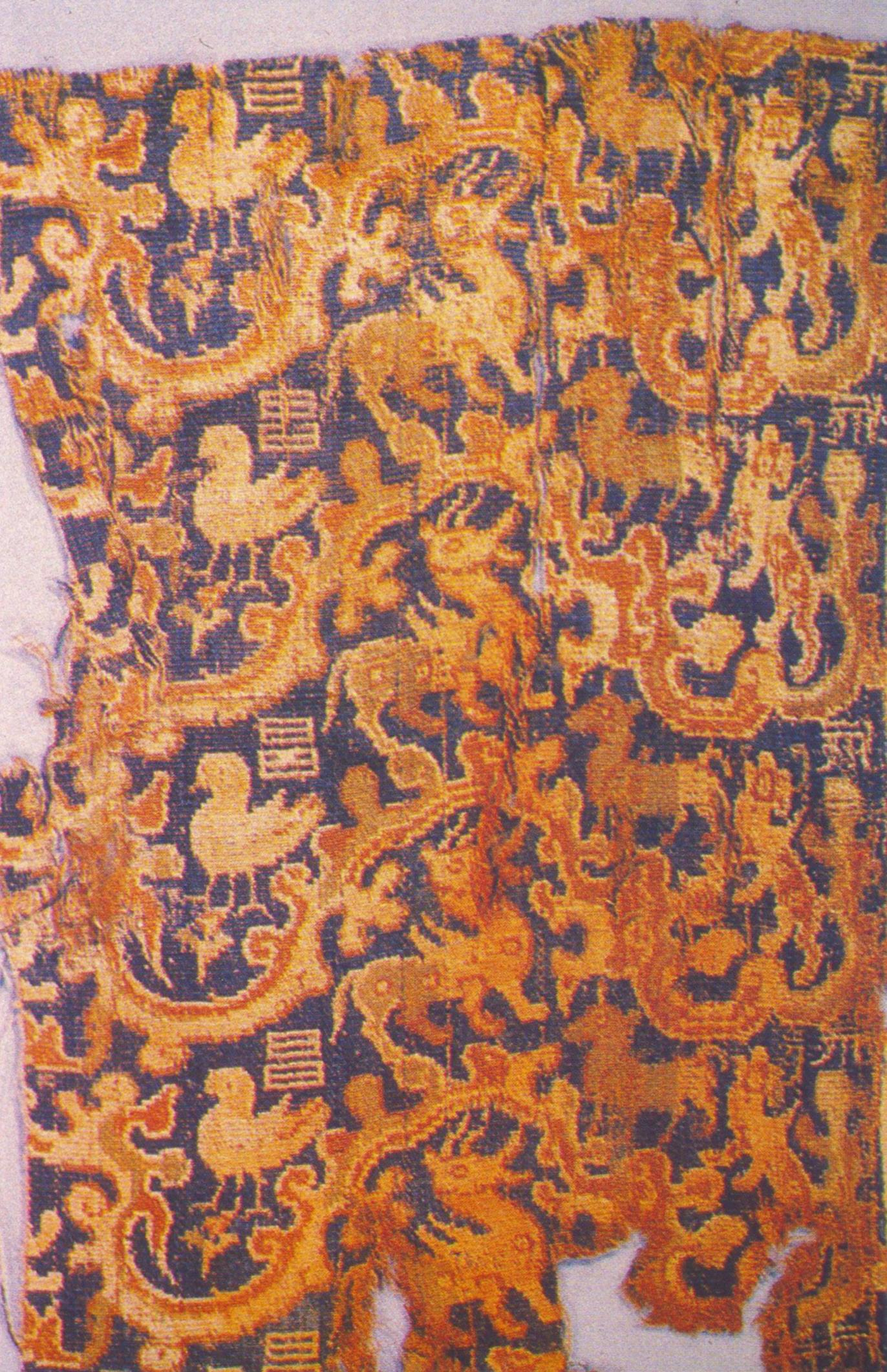
누란의 비단 조각

## 참고 문헌
- 『楼蘭王国史の研究』（長澤和俊 雄山閣 1996년）
- 『楼蘭王国 -ロプ・ノール河畔の四千年-』（赤松明彦 中央公論新社 2005년）

## 같이 보기
- 유연
- 소하공주
- 신장 위구르 자치구
- 신장 위구르 박물관